# Metrologia
Metrologia est une revue scientifique à comité de lecture. Ce mensuel publie des articles de recherches originales dans le domaine de la métrologie. Créé en 1965, il était publié depuis 1991 par le Bureau international des poids et mesures. Depuis 2003, il est publié par l'Institute of Physics.
D'après le Journal Citation Reports, le facteur d'impact de ce journal était de 1,634 en 2009. Actuellement, le directeur de publication est J. R. Miles (Bureau international des poids et mesures, France).